# فريديريك رايست
فريديريك رايست (بالفرنسية: Frédéric Reiset) (مواليد 12 يونيو 1815 في Oissel، وفاة 27 فبراير 1891 في باريس) كان مؤرخ فرنسي للفن و جامع للقطع الفنية. شغل مند عام 1850م منصب أمين منحوتات النحاس والرسومات في متحف اللوفر، في عام 1861 عمل أيضا كمقيّم للوحات في متحف اللوفر، وشغل منذ عام 1874 في وظيفة المدير العام للمتاحف الوطنية في فرنسا.